# بتدين اللقش
بتدين اللقش أو بيت الدين اللقش هي إحدى القرى اللبنانية من قرى قضاء جزين في محافظة الجنوب.

## أعلام

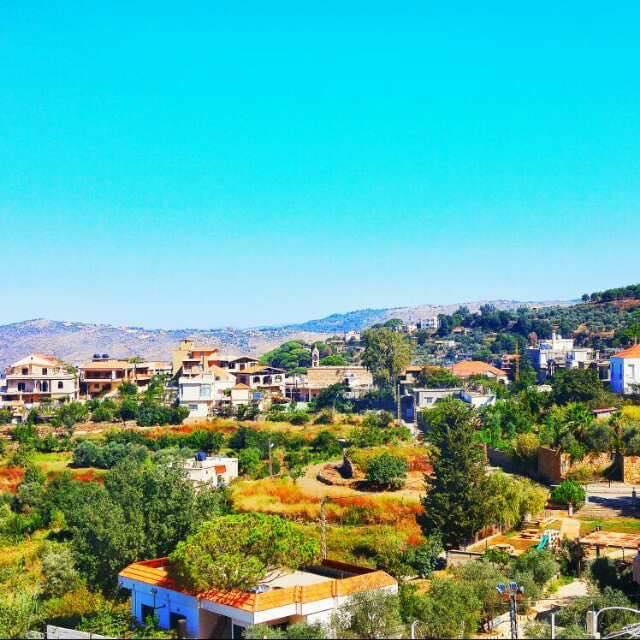
قرية بتدين اللقش في لبنان

- قرية بتدين اللقش في لبنانمنصور عيد